# شندورجانا گات
شندورجانا گات (به انگلیسی: Shendurjana Ghat) یک منطقهٔ مسکونی در هند است که در بخش امراواتی واقع شده‌است. شندورجانا گات ۲۷٬۷۸۱ نفر جمعیت دارد.